# Baix Vallespir
El Baix Vallespir és una subcomarca natural de la comarca nord-catalana del Vallespir. Correspon a la conca baixa del riu Tec, abans d'arribar a la Plana del Rosselló i és emmarcada pel Roc de Fraussa a ponent i pel límit amb el Rosselló a llevant. Els límits occidentals de la subcomarca no són exactes però es troben al cap de la conca, al voltant de Palaldà. És aproximadament equivalent al cantó de Ceret, amb l'exclusió alguns municipis orientals, i inclou principalment les comunes de Ceret, Sant Joan de Pladecorts, Morellàs i les Illes, les Cluses, l'Albera i el Pertús, els darrers pertanyents a la zona de l'Albera.

## Fotografies

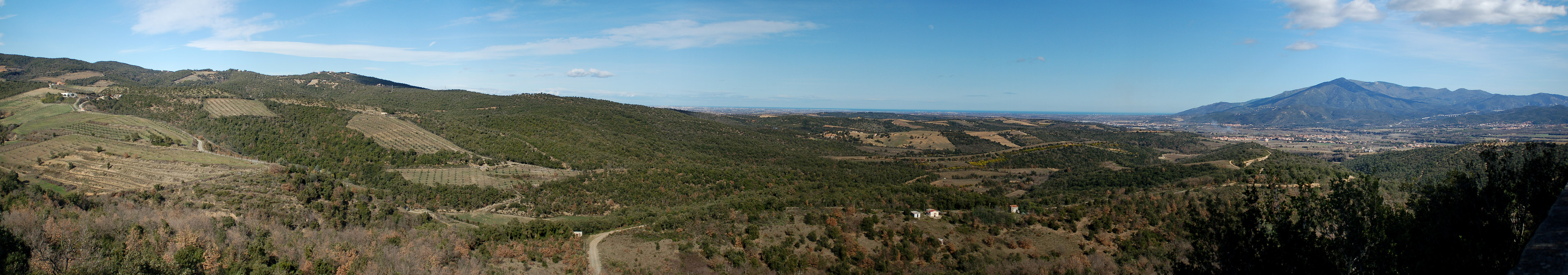
Vista panoràmica de la conca de Ceret des del poble, fins a l'Albera, a la dreta, i la mar, al fons